# Remke Kruk
Remke Kruk (* 1942 in Apeldoorn) ist eine niederländische Arabistin.

## Leben
Kruk studierte von 1960 bis 1966 Arabistik und Neupersische Sprache und Literatur an der Universität Leiden. Nach dem Examen verbrachte sie das Studienjahr 1966–1967 an der Universität Kairo. Danach war sie bis 1969 wissenschaftliche Mitarbeiterin, dann Dozentin an der Universität Leiden, ab 1969 Dozentin, dann außerordentliche Professorin an der Universität Utrecht. Im Jahr 1978 wurde sie mit einer bei H. J. Drossaart Lulofs erstellten kritischen Edition der arabischen Fassung der aristotelischen Schrift Über die Teile der Tiere in den Büchern XI-XIV des Kitâb al-Hayawân an der Universität Amsterdam promoviert. Im Jahr 1990 wurde sie zur ordentlichen Professorin der Arabistik an der Universität Leiden berufen. Im Jahr 2007 wurde sie emeritiert. Seither ist sie affiliiertes Mitglied des Leiden Institute for Area Studies. Sie hatte Gastprofessuren an der Universität Harvard und der New York University inne. Im Jahr 2000 wurde sie in die Koninklijke Nederlandse Akademie van Wetenschappen aufgenommen.
Kruk ist zusammen mit Hans Daiber Herausgeberin des Aristoteles Semitico-Latinus und gehört den Herausgeber- oder Beratergremien der Encyclopaedia of Islam und der Zeitschriften Oriens und Studia graeco-arabica an.
Forschungsschwerpunkte sind die graeco-arabische Überlieferung zur Naturphilosophie und -wissenschaft und die volkstümliche arabische Erzähltradition, insbesondere das Volksepos. Kruk hat sich daneben auch einen Namen als Übersetzerin klassischer arabischer Literatur ins Niederländische gemacht.